# Söderort
Söderort è una delle tre aree principali che formano il comune di Stoccolma, capitale della Svezia. Le altre due aree sono Innerstaden (centro della città) e Västerort (zona occidentale).
Söderort (che in svedese significa zona meridionale) rappresenta la parte più meridionale dell'area suburbana (ed in parte urbana) di Stoccolma, e conta un totale di 337.902 abitanti distribuiti su di un'area di 91,12 km²  (dati aggiornati al 31 dicembre 2013).

## Suddivisioni
È principalmente organizzata in otto stadsdelsnämndsområden (sobborghi):
- Enskede-Årsta
- Farsta
- Hägersten
- Liljeholmen
- Skarpnäck
- Skärholmen
- Vantör
- Älvsjö.

## Quartieri
| Quartiere        | Area¹ | Popolazione | Densità² | Sobborgo               |
| ---------------- | ----- | ----------- | -------- | ---------------------- |
| Aspudden         | 1.10  | 7,855       | 7,140.91 | Liljeholmen            |
| Bagarmossen      | 1.98  | 10,181      | 5,141.92 | Skarpnäck              |
| Bandhagen        | 0.82  | 5,234       | 6,382.93 | Vantör                 |
| Björkhagen       | 1.34  | 5,448       | 4,065.67 | Skarpnäck              |
| Bredäng          | 2.09  | 9,148       | 4,377.03 | Skärholmen             |
| Enskede gård     | 0.86  | 2,822       | 3,281.40 | Enskede-Årsta          |
| Enskededalen     | 0.6   | 2,271       | 3,440.91 | Skarpnäck              |
| Enskedefältet    | 1.03  | 1,356       | 1,316.50 | Enskede-Årsta          |
| Fagersjö         | 1.75  | 2,295       | 1,311.43 | Farsta                 |
| Farsta           | 2.37  | 10,887      | 4,593.67 | Farsta                 |
| Farsta strand    | 1.56  | 5,117       | 3,280.13 | Farsta                 |
| Farstanäset      | 0.45  | 0           | 0.00     | Farsta                 |
| Flaten           | 2.33  | 4           | 1.72     | Skarpnäck              |
| Fruängen         | 1.29  | 6,709       | 5,200.78 | Hägersten              |
| Gamla Enskede    | 2.94  | 10,064      | 3,423.13 | Enskede-Årsta          |
| Gröndal          | 0.91  | 6,880       | 7,560.44 | Liljeholmen            |
| Gubbängen        | 1.77  | 4,571       | 2,582.49 | Farsta                 |
| Hagsätra         | 1.70  | 7,710       | 4,535.29 | Vantör                 |
| Hammarbyhöjden   | 1.17  | 7,955       | 6,799.15 | Skarpnäck              |
| Herrängen        | 1.36  | 3,248       | 2,388.24 | Älvsjö                 |
| Hägersten        | 1.93  | 7,608       | 3,941.97 | Hägersten, Liljeholmen |
| Hägerstensåsen   | 0.87  | 6,327       | 7,272.41 | Hägersten              |
| Högdalen         | 2.01  | 7,651       | 3,806.47 | Vantör                 |
| Hökarängen       | 1.42  | 7,989       | 5,626.06 | Farsta                 |
| Johanneshov      | 1.27  | 5,580       | 4,393.70 | Enskede-Årsta          |
| Kärrtorp         | 1.09  | 3,757       | 3,446.79 | Skarpnäck              |
| Larsboda         | 1.23  | 1,166       | 947.97   | Farsta                 |
| Liljeholmen      | 1.70  | 3,535       | 2,079.41 | Liljeholmen            |
| Liseberg         | 0.38  | 1,312       | 3,452.63 | Älvsjö                 |
| Långbro          | 1.93  | 5,022       | 2,602.07 | Älvsjö                 |
| Långsjö          | 1.06  | 2,549       | 2,404.72 | Älvsjö                 |
| Midsommarkransen | 0.98  | 8,078       | 8,242.86 | Liljeholmen            |
| Mälarhöjden      | 1.42  | 4,064       | 2,861.97 | Hägersten              |
| Orhem            | 1.95  | 95          | 48.72    | Skarpnäck              |
| Rågsved          | 2.05  | 9,737       | 4,749.76 | Vantör                 |
| Skarpnäcks gård  | 2.80  | 10,406      | 3,716.43 | Skarpnäck              |
| Skrubba          | 2.34  | 10          | 4.27     | Skarpnäck              |
| Skärholmen       | 1.89  | 7,711       | 4,079.89 | Skärholmen             |
| Sköndal          | 2.70  | 6,813       | 2,523.33 | Farsta                 |
| Solberga         | 1.85  | 6,407       | 3,463.24 | Älvsjö                 |
| Stureby          | 2.05  | 6,560       | 3,200.00 | Enskede-Årsta          |
| Svedmyra         | 0.94  | 2,548       | 2,710.64 | Farsta                 |
| Sätra            | 2.79  | 6,116       | 2,192.11 | Skärholmen             |
| Tallkrogen       | 1.22  | 3,951       | 3,238.52 | Farsta                 |
| Vårberg          | 1.94  | 8,060       | 4,154.64 | Skärholmen             |
| Västberga        | 2.03  | 3,649       | 1,797.54 | Liljeholmen            |
| Västertorp       | 0.82  | 5,524       | 6,736.59 | Hägersten              |
| Årsta            | 2.62  | 14,951      | 5,706.49 | Enskede-Årsta          |
| Älvsjö           | 2.03  | 854         | 420.69   | Älvsjö                 |
| Örby             | 1.59  | 4,685       | 2,946.54 | Vantör                 |
| Örby Slott       | 0.67  | 1,592       | 2,376.12 | Älvsjö                 |
| Östberga         | 1.94  | 4,662       | 2,403.09 | Enskede-Årsta          |
| Totale           | 82,99 | 278,724     | 3,358.53 |                        |

1/ km²
2/ Popolazione per km²